# Grotte de l'Apocalypse
La grotte de l’Apocalypse, située dans les montagnes de l’île grecque de Patmos, est un site classé au patrimoine mondial de l'humanité par l’UNESCO. Elle est censée être le lieu où Jean de Patmos aurait rédigé l’Apocalypse. 

## Tradition
L'identification de cette grotte sur l'île est une tradition qui remonte à la fin du XIe siècle. Cette tradition médiévale découle d'une interpolation tardive des Actes de saint Jean par le pseudo-Prochore, connue en grec, et dont les plus anciennes versions, coptes et arméniennes, semblent remonter au IXe siècle.
Selon cette tradition, Jean - assimilé à la fois à l'apôtre et au rédacteur de l'évangile - s'écarte de la ville vers la montagne pour trouver « un endroit calme » (έν τόπῳ ἡσυχαστικᾠ) et tombe sur une « grotte » (σπὴλαιον) où s'écoule de l'eau. Au terme de dix jours d'isolement, une voix lui commande de rester dix jours supplémentaires, avec la promesse d'une révélation. Jean tombe alors en extase et reçoit de puissantes visions qui lui sont ensuite expliquées par un ange. Jean demande alors à Prochore d'écrire tout ce qui sort de sa bouche durant deux jours. Au terme de sa rédaction, une lecture de l'Apocalypse est donnée à la communauté des chrétiens de Patmos qui se voit confier une copie du texte.
Cet épisode donne naissance à une tradition iconographique qui, à partir du XIVe siècle, représente régulièrement Jean et Prochore dans la grotte.
Le monastère Saint-Jean-le-Théologien a été bâti par Christodoulos à la fin du XIe siècle, à proximité de la grotte qui est devenue un lieu de pèlerinage depuis lors.

## Auteur

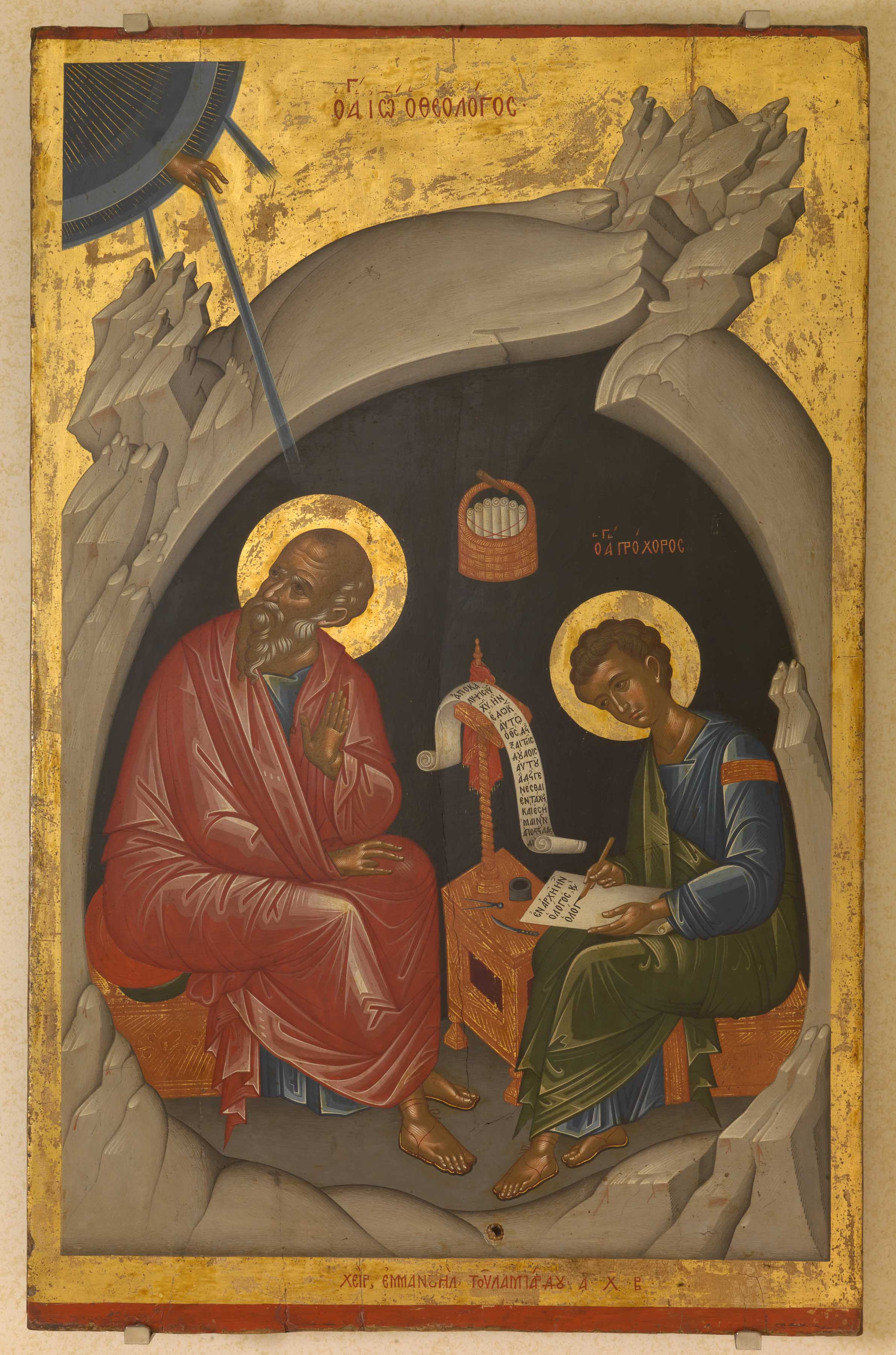
Jean l'Évangéliste et Prochore, icône d'Emmanouíl Lambárdos, 1602

Le séjour sur l'île du rédacteur de l'Apocalypse est à situer, d'après la datation du texte, dans les dernières années du règne de Domitien qui meurt en 96. Son identité pose question : les traditions ecclésiastiques l'ont assimilé à Jean fils de Zébédée - parfois appelé « Jean le Théologien » - mais également à Jean le Presbytre,, tandis que la recherche contemporaine penche pour un membre important des communautés judéo-chrétiennes d'Asie Mineure, peut-être un prophète itinérant lié aux sept Églises.

## Grottes et monachisme
À l'époque de l'apparition de l'épisode dans les Actes de Prochore, les grottes ont depuis longtemps déjà revêtu une certaine importance dans le christianisme oriental : elles sont un lieu de retraite fréquent pour le monachisme et l'érémitisme, notamment par leur réputation d'être liées à l'obscurité et aux démons. Déjà au IVe siècle, Antoine le Grand et Paul de Thèbes se retirent dans des grottes et, contemporain de la tradition de Patmos, on identifie aux IXe et Xe siècle l'établissement du monachisme athonite qui se diffuse jusqu'en Russie.